# 프랑스의 전력 부문
프랑스의 전력 부문은 원자력이 지배적이며, 2018년 전체 발전의 71.7%를 차지했고, 재생 가능 에너지는 21.3%, 화석연료는 7.1%를 차지했다. (2016년에는 원자력 72.3%, 재생 가능 에너지 17.8%, 화석연료 8.6%와 비교). 프랑스는 세계에서 원자력 발전 비중이 가장 높으며, 재생 가능 에너지 공급과 함께 이러한 요소는 자국 전력 계통이 매우 낮은 탄소 집약도를 달성하는 데 기여했다.
프랑스의 전력 계통은 유럽 대륙 동기화 전력망의 일부이며, 역사적으로 원자력 발전의 초과 공급으로 인해 세계에서 가장 큰 순수 전력 수출국이다.
프랑스 원자력 부문은 거의 전적으로 프랑스 정부가 소유하고 있다. 프랑스 전력 부문은 에너지 및 기후 전략과 국가 저탄소 전략에서 정부가 정의한 목표에 따라 향후 몇 년간 발전할 것이다.

## 소비
2008년 전력 소비량은 1인당 평균 8,233 킬로와트시였다. 이는 EU15 평균(1인당 7,409 kWh)의 110%에 해당하며, OECD 평균(1인당 8,991 kWh)의 91%에 해당한다.

## 1인당 전력 및 전력원별
| | 사용량 | 생산량 | 수출량 | 수출 % | 화석 | 원자력 | 원자력 % | 기타 재생* | 바이오+폐기물 | 풍력 | 비 재생 가능 사용* | 재생 가능 %* |
| --- | ------ | ------ | ------ | ------ | ---- | ------ | -------- | ---------- | ------------- | ---- | ------------------ | ------------ |
| 2004 | 8,204  | 9,203  | 999    | 12.2%  | 849  | 7,209  | 87.9%    | 1,061      | 83            |      | 7,060              | 13.9%        |
| 2005 | 8,215  | 9,176  | 961    | 11.7%  | 970  | 7,201  | 87.7%    | 924        | 81            |      | 7,210              | 12.2%        |
| 2006 | 8,140  | 9,041  | 901    | 11.1%  | 897  | 6,977  | 85.7%    | 1,083      | 85            |      | 6,972              | 14.3%        |
| 2008 | 8,233  | 8,984  | 751    | 9.1%   | 853  | 6,872  | 83.5%    | 1,168      | 91            |      | 6,974              | 15.3%        |
| 2009 | 7,951  | 8,351  | 400    | 5.0%   | 871  | 6,371  | 80.1%    | 897*       | 93            | 121* | 6,840              | 14.0%        |
| * 기타 재생 가능 에너지는 수력 발전, 태양 에너지 및 지열 발전과 2008년까지의 풍력 발전을 포함한다. * 비재생 가능 에너지 사용 = 사용량 – 재생 가능 전력 생산량 * 재생 가능 에너지 % = (재생 가능 에너지 생산량 / 사용량) * 100% 참고: 유럽 연합은 총 전력 소비량에서 재생 가능 에너지의 비중을 계산한다. |        |        |        |        |      |        |          |            |               |      |                    |              |

## 생산

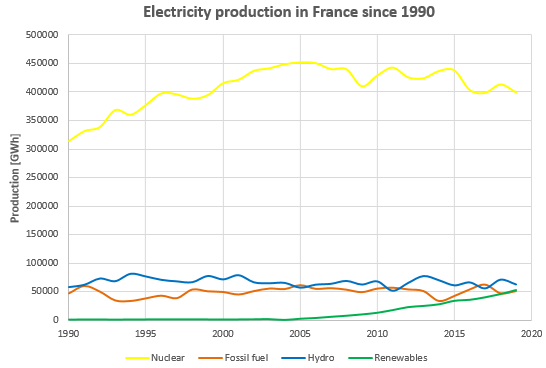
1990년 이후 프랑스의 전력원별 발전량

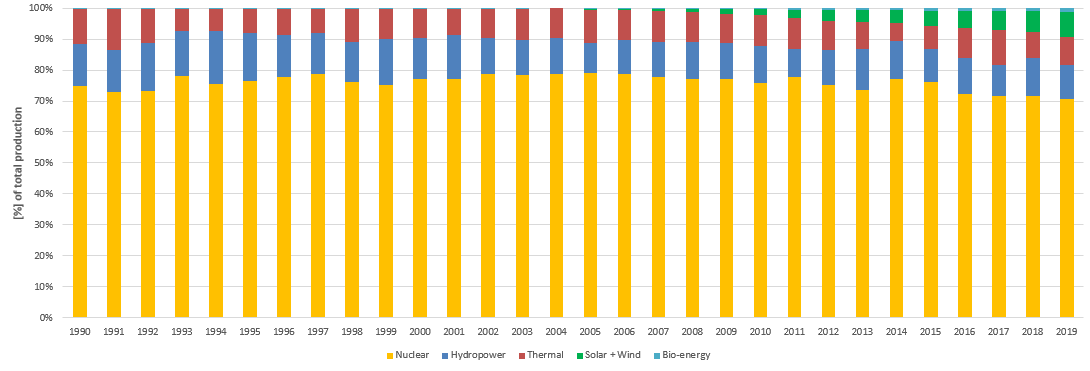
1990년 이후 프랑스의 전력원별 발전량 [%

### 생산 방식
프랑스의 총 전력 생산량은 2014년에 557 TWh였다.:27 이는 2008년 570 TWh와 2004년 567 TWh에서 소폭 감소한 수치다.
프랑스는 세계 9위의 전력 생산국이다.:27
프랑스는 또한 미국에 이어 세계 2위의 원자력 발전국이며, 러시아와 한국을 앞선다.
총 국내 전력 발전에서 원자력의 비중은 프랑스가 세계 어느 나라보다도 훨씬 높다 (2014년 78.4%, "전력원별 발전량" 차트 참조).:17
실시간 전력 생산 및 소비는 다음 웹사이트에서 확인할 수 있다: RTE eco2mix 및 그리드 워치.
|              | 설치 용량 [MW] | 생산량 [TWh] | 생산 점유율 [%] |
| ------------ | -------------- | ------------ | --------------- |
| 원자력       | 61,370         | 379.5        | 70.58           |
| 수력 발전    | 25,466         | 60.0         | 11.16           |
| 풍력 발전    | 17,391         | 34.1         | 6.34            |
| 가스         | 12,529         | 38.6         | 7.18            |
| 태양광 발전  | 10,101         | 11.6         | 2.16            |
| 석탄         | 2,978          | 1.6          | 0.30            |
| 석유         | 2,897          | 2.3          | 0.43            |
| 바이오에너지 | 2,160          | 9.9          | 1.84            |
| 총계         | 134,892        | 537.7        | 100             |

### 원자력
프랑스의 원자력 발전소는 1973년 석유 파동에 대한 대응으로 건설되었으며, 거의 전적으로 프랑스 정부가 소유하고 있으며 전력은 정부에 판매된다. 앨 고어에 따르면 운영 재정의 투명성 부족으로 인해 정부 보조금의 정도를 확인하기 어렵다.
원자력 에너지 위원회는 프랑스 원자력 발전에 대한 국가 연구 기관으로, 연구 개발 및 운영자에게 자문을 제공한다. 원자력 안전청은 시설의 법규 준수 여부를 통제하는 역할을 한다. 원자력 회사로는 EdF와 아레바가 있다. 프랑스 전력공사(EdF)는 주요 전력 생산자이다. 유로디프는 우라늄 농축 공장이다. 아레바 NC(프랑스)와 리오 틴토(영국)는 세계 최고의 우라늄 회사다.
2010년, EU 지침에 따른 에너지 시장의 점진적인 자유화의 일환으로 프랑스는 2011년 7월 1일부터 2025년 12월 31일까지 제3자 공급업체가 프랑스의 2011년 이전 원자력 발전 용량의 약 4분의 1에 접근할 수 있도록 하는 ARENH(Accès régulé à l'électricité nucléaire historique) 규정에 동의했으며, 고정 가격은 €42/MWh였다.
프랑스는 세계에서 원자력 발전의 비중이 가장 높다. IEA에 따르면 2020년 국내 전력의 70.6%가 원자력 발전으로 생산되었다. 2위는 슬로바키아 53.1%, 3위는 우크라이나 51.2%였으며, 그 다음으로 헝가리 48%, 불가리아 40.8%, 벨기에 39.1%, 슬로베니아 37.8%, 체코 37.3%, 아르메니아 34.5%, 핀란드 33.9% 순이었다. 프랑스의 원자력 발전소는 EdF 용량의 90%를 차지하며, 따라서 부하 추종 모드로 사용되며 일부 원자로는 주말에 전력 시장이 없기 때문에 폐쇄된다. 이는 용량 계수가 세계 표준에 비해 낮고, 일반적으로 70%대 후반으로, 원자력 발전소에는 이상적인 경제 상황이 아니다.
2013년 설치 용량 및 생산 전력 면에서 프랑스는 미국에 이어 세계에서 두 번째로 큰 원자력 발전국이었다. 설치된 원자력 용량은 63.1 GW였고, 발전량은 403.7 TWh였다.
프랑스는 사용 후 핵폐기물을 재처리하여 플루토늄과 우라늄을 회수하여 추가 연료로 사용한다. 핵분열 생성물은 고준위 폐기물 심층 처분장이 건설될 때까지 라 아그 시설에 저장된다. 저준위 및 단수명 중준위 핵폐기물 처분장은 이미 운영 중이다.
플라망빌에 있는 유럽 가압형 원자로(EPR)는 15년 만에 프랑스에 건설되는 첫 신형 원자로로, 2012년 현재 원래 착공일인 2012년 대신 2016년에 개장할 예정이었으며, 비용은 원래 예상치인 33억 유로에서 85억 유로로 증가했다. 이후 추가 지연으로 개장은 2024년으로 미뤄졌다.
2022년에는 1차 냉각을 제공하는 배관의 응력 부식 균열로 인해 여러 원자력 발전소가 강제로 폐쇄되었다. 이로 인해 EdF는 2022년 생산량에서 70 TWh 손실(연간 발전량의 약 13%)과 €19 billion의 이익 감소를 예상했다.

### 수력 발전
2010년 이후 프랑스의 수력 발전 설치 용량은 25 GW로 안정적으로 유지되고 있으며, 2023년까지 25.7 GW에 이를 것으로 예상된다. 그러나 연간 생산량은 2011년 50.8 TWh에서 2013년 77 TWh까지 변동했으며, 이는 부하 소비와 생산량 간의 격차를 해소하는 수단으로 수력 발전이 사용되는 것을 반영한다. 평균 부하율은 25%이며, 2019년 수력 발전은 프랑스 생산량의 12%를 차지했다. 설치 용량 면에서 프랑스는 노르웨이(32 GW)에 이어 유럽에서 2위, 세계에서 10위를 차지했으며, 중국이 2019년 356 GW의 수력 발전을 설치하여 선두를 달리고 있다.

### 풍력 발전

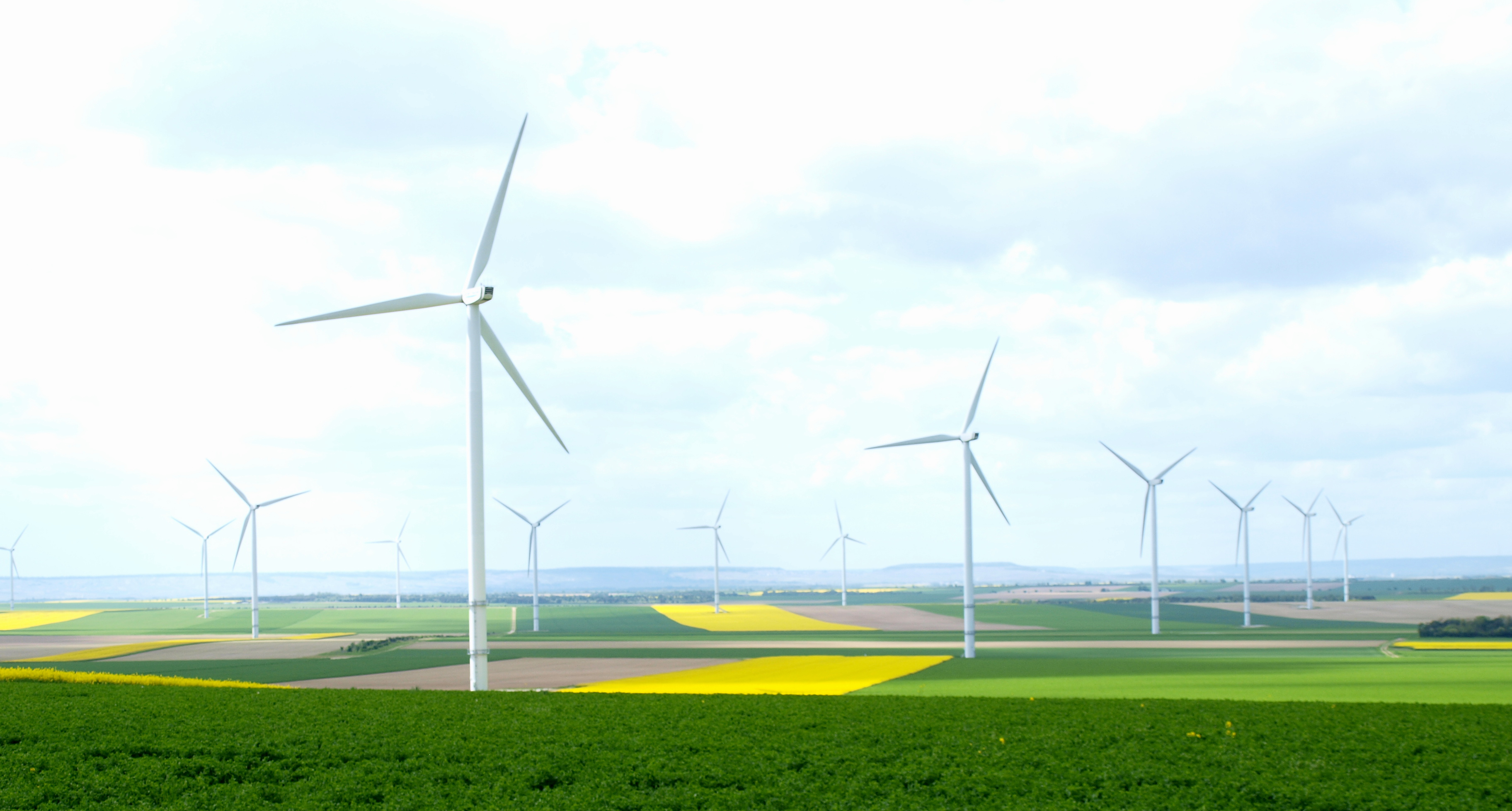
프랑스의 풍력 발전 단지.

2020년 말 기준 프랑스의 설치된 풍력 발전 용량은 17,391 MW로, 전체 설치 용량의 13%를 차지한다. 2020년 동안 풍력 발전의 전력 생산 점유율은 평균 8.78%였으며, 2020년 9월 27일에는 최고 32.49%를 기록했다. 부하율은 25%로 추정된다.
2020년 현재 프랑스의 풍력 발전을 통한 전기 에너지는 육상 풍력 발전 단지에서만 생산되고 있다. 그러나 풍력 발전 단지가 건설 중이며, 첫 해상 풍력 발전 단지는 2021년에 전력망에 연결될 수 있다. 정부는 에너지 및 기후 전략에서 2023년까지 2.4 GW의 해상 풍력 발전을 설치할 것으로 예상한다.
프랑스의 첫 5개 해상 풍력 발전 단지 건설을 위한 입찰 과정은 2011년 1월 25일에 시작되었으며, 2012년에 4개 부지(페캉, 쿠르쇠유쉬르메르, 생나제르, 생브리외)가 선정되었고, 디에프/르 트레포르는 전력 판매 가격이 너무 높아 선정되지 않았다. 2차 입찰은 2014년에 아레바/GDF수에즈 컨소시엄에 수여되었으며, 2개의 풍력 발전 단지(이외-누아르무티에 & 디에프/르 트레포르) 건설 및 총 1 GW의 설치 용량을 포함한다. 마지막으로, 3차 입찰은 2016년에 시작되었으며, 2019년에는 됭케르크 부지가 EDF 에너지 누벨, 이노기, 엔브리지 컨소시엄에 수여되었다.
| 연도 | 프랑스 | EU-27   | 연도 | 프랑스 | EU-27  |
| ---- | ------ | ------- | ---- | ------ | ------ |
| 2021 | -      | -       | 2009 | 4,492  | 64,712 |
| 2020 | 17,391 | -       | 2008 | 3,404  | 56,517 |
| 2019 | 16,646 | 196,636 | 2007 | 2,454  | 48,069 |
| 2018 | 15,307 | 181,583 | 2006 | 1,567  | 40,511 |
| 2017 | 13,757 | 170,859 | 2005 | 757    | 34,383 |
| 2016 | 12,065 | 143,307 | 2004 | 390    | 28,599 |
| 2015 | 10,293 | 131,545 | 2003 | 257    | 23,159 |
| 2014 | 9,296  | 118,950 | 2002 | 148    | 17,315 |
| 2013 | 8,254  | 105,696 | 2001 | 93     | 12,887 |
| 2012 | 7,564  | 93,957  | 2000 | 66     | 9,678  |
| 2011 | 6,640  | 84,074  | 1999 | 25     | 6,453  |
| 2010 | 5,970  | 74,767  | 1998 | 19     | -      |

### 태양광 발전
프랑스는 2019년에 10571 MW의 태양광 설치 용량을 보유했으며, 10,569 GWh를 생산했다. 유럽 연합은 2019년에 총 132,500 MW의 설치 용량을 보유했다. 프랑스는 스페인(11,065 MW), 영국(13,616 MW), 이탈리아(22,666 MW), 독일(45,784 MW)에 이어 설치 용량 면에서 5위를 차지했다. 평균 부하율은 13.7%로 추정된다. 정부 목표는 2023년까지 18,200 MW에서 20,200 MW 사이의 설치 용량을 달성하는 것이다.
프랑스 최대 태양광 발전 단지는 보르도 근처의 세스타스 태양광 발전소로, 2015년 12월 1일에 300 MW 용량으로 가동되었다. 이 태양광 발전 단지는 네오엔이 소유한다. 두 번째로 큰 태양광 발전 단지는 EDF 그룹의 자회사인 EDF 리뉴어블스가 소유한 115 MW 툴-로지에르 태양광 발전소이다.
| 연도 | 설치 용량 [MW] | 생산량 [GWh] |
| ---- | -------------- | ------------ |
| 2019 | 10,571         | 10,569       |
| 2015 | 7,138          | 7,753        |
| 2010 | 1,044          | 620          |

### 화석 연료
프랑스는 2014년에 모든 목적을 위해 22 메가톤(Mt)의 석유 제품을 수입했으며, 이는 일본(29 Mt), 싱가포르(26 Mt), 인도네시아(23 Mt)에 이어 유럽에서 가장 크고 세계에서 4번째로 큰 화석 연료 순수 수입국이다.:21 그러나 대부분의 석유는 운송 부문(2011년 57%)에서 사용되었으며, 발전용으로 사용되지는 않았다.

### 사건
2021년 1월 8일, RTE(프랑스 TSO)는 88,000 MW의 높은 소비량을 예상했으며, 88,200 MW의 계획된 생산량과 함께 사용자들에게 소비량을 줄여달라고 요청했다. 비교하자면, 2019년 프랑스의 최대 소비량은 88,500 MW였고 2018년에는 96,600 MW였다. 생산 제약은 여러 요인이 복합적으로 작용한 결과로 보인다. 56개 원자로 중 12개가 유지보수로 가동 중단되었고(부분적으로는 코로나바이러스 조치로 인한 지연), 따라서 그날 원자력 생산량은 61,370 GW의 설치 용량에도 불구하고 ~51 GW였다. 풍력 발전은 17 GW의 설치 용량에도 불구하고 생산량이 낮았다(~1 GW). 마지막으로, 유럽 전역의 전력 가격이 높았는데(~€100/MWh, 비교하자면 2020년 11월 프랑스의 평균 전력 가격은 €40.1/MWh였다), 이는 유럽 전역의 전력 생산에 대한 압박의 신호였으며, 이는 프랑스가 이웃 국가들로부터의 수입에 덜 의존할 수 있음을 의미했다.

## 국제 교류

2020년 프랑스의 국제 전력 수입-수출 균형 (TWh)

2019년 프랑스는 인접 국가들과 총 57 TWh의 전력을 수출했다. 1990년 이후 매년 프랑스는 연간 생산량의 약 10%를 수출한다. 연간 판매된 교환량은 항상 양수 상태를 유지했다. 스페인과 프랑스 간의 2 GW HVDC INELEF 송전선은 2015년에 개통되었고, 프랑스는 스페인으로부터 일부 전력을 수입했다.
프랑스는 2008년 전력 수출에서 선두를 달렸으며, 48 TWh를 기록했고, 이어서 파라과이 46 TWh, 캐나다 32 TWh였다.

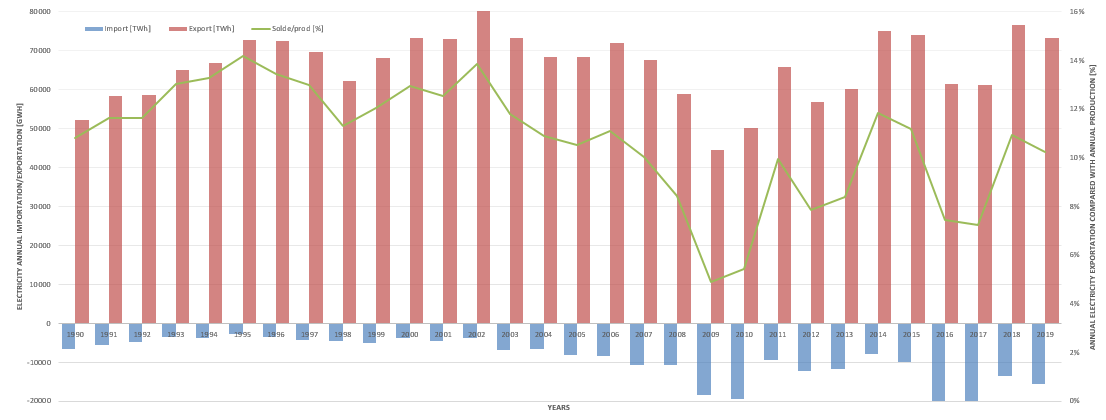
1990년 이후 프랑스의 전력 수출입

## 같이 보기
- 프랑스의 에너지
- 프랑스 전력공사
- 프랑스의 원자력
- 프랑스의 재생 가능 에너지
- 프랑스의 태양광 발전
- 프랑스의 풍력 발전
- 프랑스의 핵폐기물 관리